# Alfa Romeo Brera
Alfa Romeo Brera je sportovní automobil vyráběný italskou automobilkou Alfa Romeo od prosince roku 2005 do 15. října 2010. V prodeji byly jednotlivé kusy i v průběhu roku 2011 a ze skladových zásob se mohou prodávat dodnes (2012). Jde o přímého nástupce modelu GTV, který s nástupem modelu Brera skončil.

## Představení

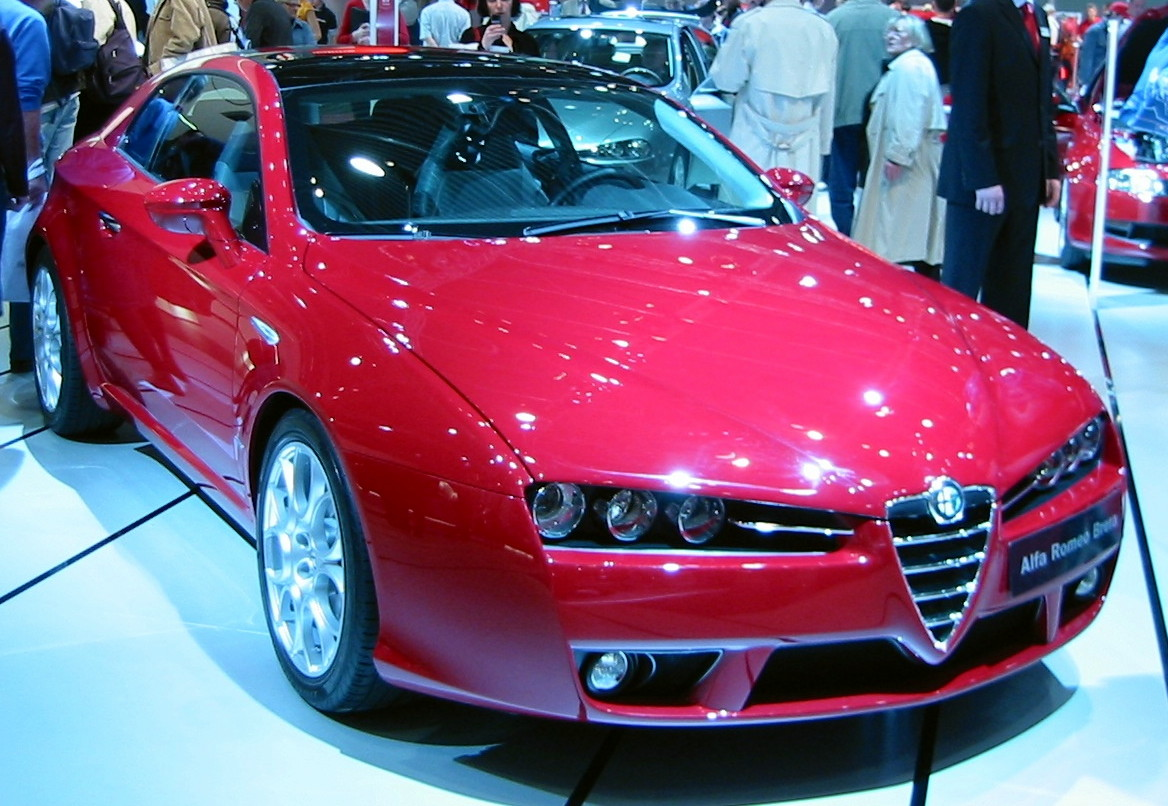
Koncept na AMI 2005

Brera byla poprvé představena jako koncept v roce 2002 na autosalonu v Ženevě. Karoserie byla navržena Guigiarem. Motor v konceptu byl osmiválcovým motorem s výkonem 295 kW (400 koní). Výroba byla naplánována na rok 2005.

## Výroba
Výroba tohoto vozu začala roku 2005 téměř ve stejné podobě, v jaké byl poprvé představen. Od roku 2006 se vyrábí i kabriolet Brera spider, od roku 2008 Brera S a v roce 2009 byla uvedena limitovaná edice Brera Italia Independent ve spolupráci s italským módním domem Independent. K dispozici původně byla se dvěma benzínovými motory a jedním turbodiesel, později přibyl nový benzinový motor a dva nové dieselové a výroba původního byla zrušena.

## Spider

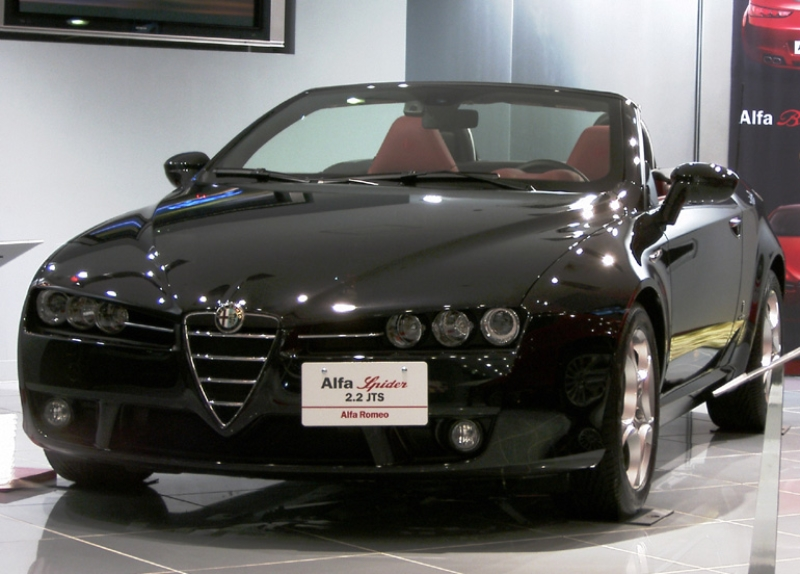
Alfa Romeo Spider

Alfa Romeo Spider je dvousedadlový kabriolet odvozený od klasické Brery. Vůz byl poprvé představen také na ženevském autosalonu, tentokrát v roce 2006, kde také získal ocenění „Kabriolet roku 2006“. Začal se vyrábět ve stejný rok. Roku 2006 byla také ukončena výroba jeho předchůdce, Spideru odvozeného od modelu GTV

## Brera Italia Independent

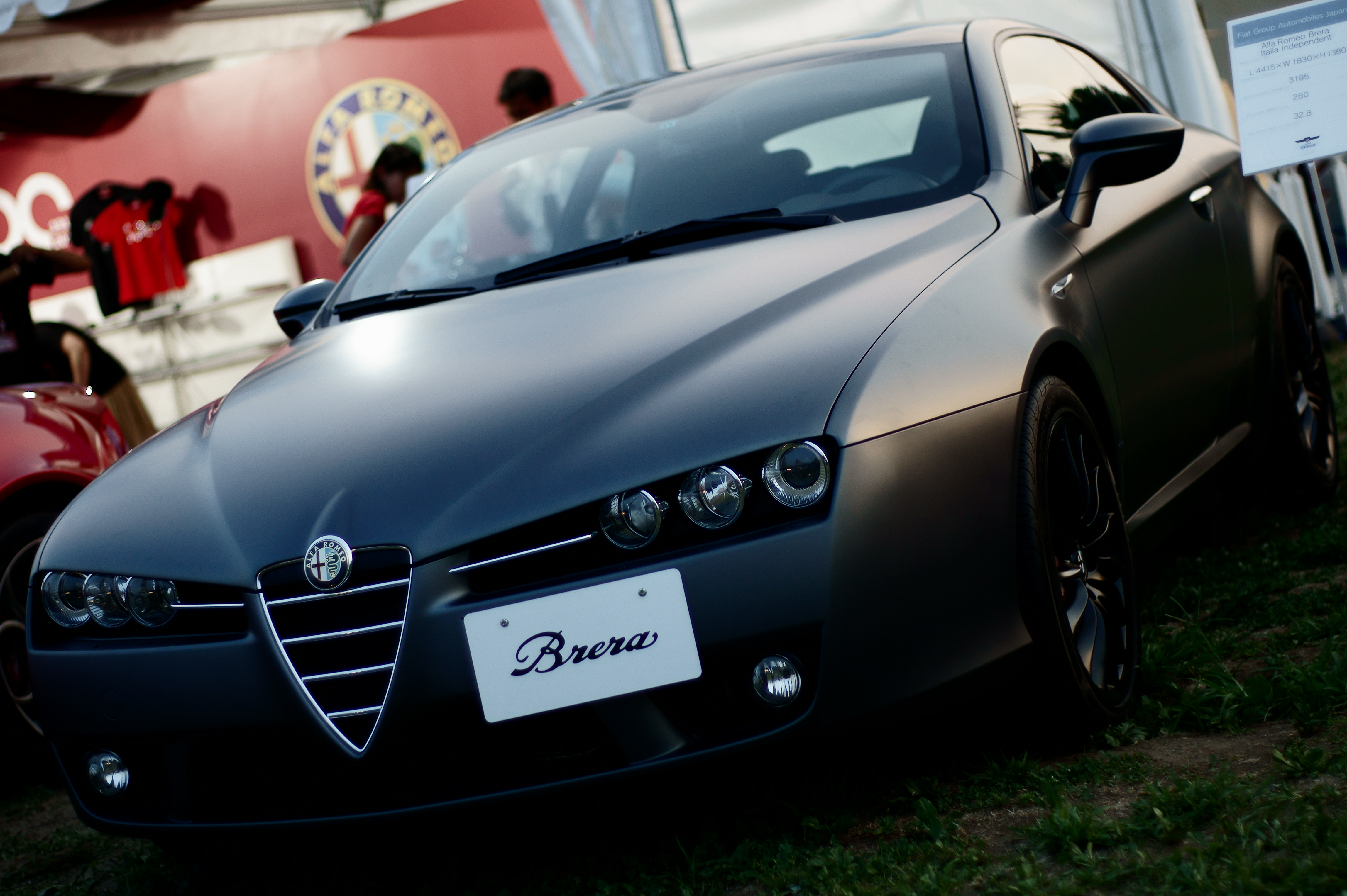
Alfa Romeo Brera Italia Independent

Alfa Romeo Brera Italia Independent byla představena v létě roku 2009. Jde o speciální, limitovanou edici o počtu 900 kusů ve spojení s italským módním domem Independent. Tato verze se liší řadou změn, nejen kosmetických. Brzdové destičky jsou vyrobeny s použitím uhlíkových vláken. Na zadním konci vozidla je logo značky Independent a části interiéru i exteriéru jsou barevně odlišeny v odstínu matný titan a kola z lehkých slitin jsou matně černá o rozměru 18 palců. Přepracovaná je také krytka nádrže a brzdové, hliníkové třmeny jsou lakovány červeně. Interiér může být obohacen o čalounění od Poltrona Frau tmavé barvy s červeným prošíváním. Vůz Brera Italia Independent byl uveden do prodeje v září 2009. K dispozici byly dvě motorizace vznětové 2,2 a 3,2 JTS a později i nové 1,75TBi a 2.0JTDm.

### Motory

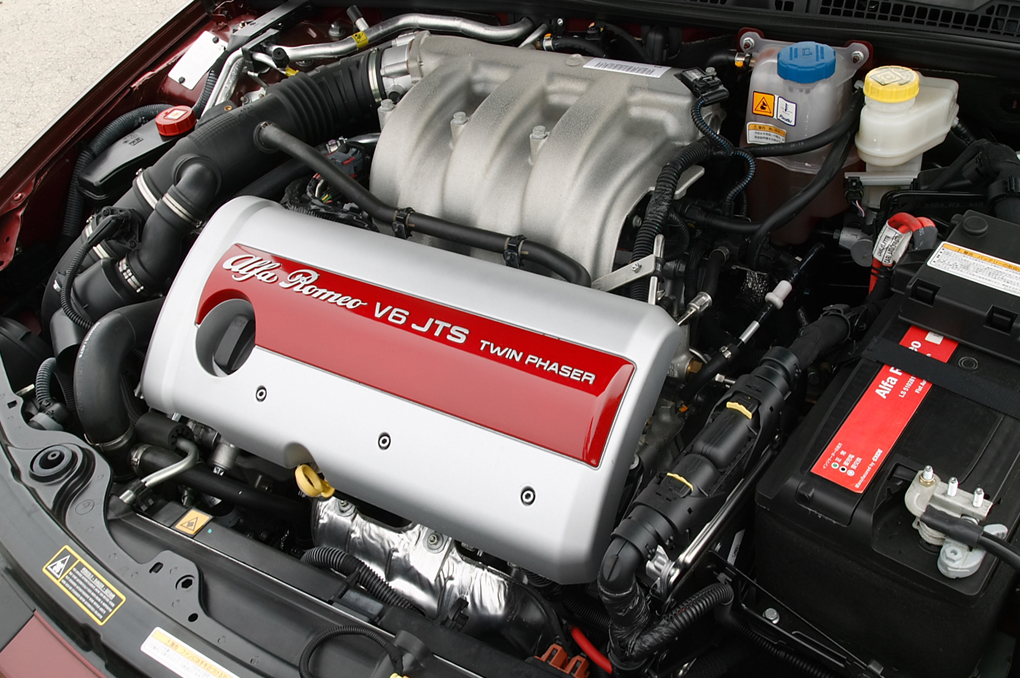
Motor 3.2 V6 JTS

| Model                  | Období výroby         | Typ motoru | Objem     | Výkon         | Točivý moment (Nm) | Emise CO2 (g/km) | 0–100 km/h (sekund) | Max. rychlost (km/h) | Spotřeba (kombi) (l/100 km) |
| Zážehové               | Zážehové              | Zážehové   | Zážehové  | Zážehové      | Zážehové           | Zážehové         | Zážehové            | Zážehové             | Zážehové                    |
| ---------------------- | --------------------- | ---------- | --------- | ------------- | ------------------ | ---------------- | ------------------- | -------------------- | --------------------------- |
| 1.7 TBi 16V            | od 03/2009 do 06/2011 | I4         | 1.742 cm³ | 147 kW 200 HP | 320                | 189              | 7,7                 | 235                  | 11,8                        |
| 2.2 JTS 16V            | od 11/2005 do 03/2009 | I4         | 2.198 cm³ | 136 kW 185 HP | 230                | 221              | 8,6                 | 222 (224 od 01/2008) | 13                          |
| 2.2 JTS 16V Selespeed  | od 02/2007 do 12/2010 | I4         | 2.198 cm³ | 136 kW 185 HP | 230                | 221              | 8,6                 | 222 (224 od 01/2008) | 13                          |
| 3.2 JTS 24V            | od 01/2008 do 12/2010 | V6         | 3.195 cm³ | 191 kW 260 HP | 323                | 270              | 7,0                 | 250                  | 16                          |
| 3.2 JTS 24V Q4         | od 01/2008 do 12/2010 | V6         | 3.195 cm³ | 191 kW 260 HP | 323                | 270              | 6,8                 | 244                  | 16                          |
| 3.2 JTS 24V Q4 QTronic | od 01/2008 do 12/2010 | V6         | 3.195 cm³ | 191 kW 260 HP | 323                | 270              | 7,0                 | 244                  | 16                          |
| Vznětové               |                       |            |           |               |                    |                  |                     |                      |                             |
| 2.0 JTDm 16V           | od 03/2009 do 06/2011 | I4         | 1.956 cm³ | 125 kW 170 HP | N/A                | 142              | 8,8                 | 218                  | 7,0                         |
| 2.4 JTDm 20V           | od 02/2006 do 06/2007 | I5         | 2.387 cm³ | 147 kW 200 HP | 400                | 179              | 8,0                 | 228                  | 9,9                         |
| 2.4 JTDm 20V QTronic   | od 01/2008 do 12/2010 | I5         | 2.387 cm³ | 147 kW 200 HP | 400                | 179              | 8,3                 | 225                  | 9,9                         |
| 2.4 JTDm 20V           | od 06/2007 do 01/2008 | I5         | 2.387 cm³ | 154 kW 209 HP | 400                | 179              | 7,9                 | 230                  | 9,9                         |
| 2.4 JTDm 20V QTronic   | od 01/2008 do 12/2010 | I5         | 2.387 cm³ | 154 kW 209 HP | 400                | 179              | 8,3                 | 231                  | 9,9                         |